# Cyrtanthus suaveolens
Cyrtanthus suaveolens är en amaryllisväxtart som beskrevs av Selmar Schönland. Cyrtanthus suaveolens ingår i släktet Cyrtanthus, och familjen amaryllisväxter. Inga underarter finns listade i Catalogue of Life.